# Jiří Zedníček
Jiří Zedníček (*14. února 1945, Praha) je bývalý československý basketbalista a sportovní funkcionář. Je zařazen na čestné listině zasloužilých mistrů sportu.

## Kariéra
Byl hráčem družstva Slavia VŠ Praha (1962–1978), s nímž byl sedmkrát mistrem a sedmkrát vicemistrem Československa. V letech 1978 až 1982 hrál v lize za Žilinu. V československé basketbalové lize po roce 1962 (zavedení podrobných statistik zápasů) zaznamenal 7333 bodů a je na 8. místě tabulky střelců.
S týmem Slavia VŠ Praha startoval v Poháru evropských mistrů, čtyřikrát se probojovali do semifinále a skončili na druhém místě v roce 1966, na třetím místě v roce 1967, v letech 1970 a 1971 byli v semifinále vyřazeni od CSKA Moskva. V roce 1968 hráli ve finále soutěže FIBA – Pohár vítězů národních pohárů a před 65 tisíci diváků prohráli s AEK Athens (GRE) 82–89. V roce 1969 tento pohár tým vyhrál po výhře ve Vídni nad Dynamo Tbilisi (Gruzie) 80:74. 
Za československou basketbalovou reprezentaci hrál na Olympijských hrách 1972 v Mnichově (8. místo) a na dvou Mistrovství světa a to v roce 1970 v Lublani (6. místo) a 1974 v Portoriku (10. místo). Hrál na pěti Mistrovství Evropy a získal na nich v letech 1967 a 1969 stříbrnou a bronzovou medaili, dále sedmé místo v roce 1965, páté místo v roce 1971 a čtvrté místo v roce 1973 . Na Mistrovství Evropy v basketbalu mužů 1967 byl vyhlášen nejlepším hráčem (MVP) celého šampionátu. Za reprezentační družstvo Československa v letech 1964–1974 odehrál celkem 217 zápasů. V letech 1967 až 1977 byl nominován do družstva výběru Evropy ke deseti utkáním. V roce 1972 při seriálu utkání Evropa - USA byl kapitánem družstav Evropy.
V letech 1990–1992 byl předsedou Československé basketbalová federace a 1994–1998 předsedou České basketbalová federace. Působil také v řídících orgánech FIBA. V letech 2005–2008 byl místopředsedou
Českého olympijského výboru pro ekonomiku a marketing.
V roce 2001 skončil na 4. místě v anketě o nejlepšího českého basketbalistu dvacátého století. V roce 2013 byl uveden do Síně slávy České basketbalová federace.

## Sportovní kariéra

### Hráč klubů
- 1962–1978 Slavia VŠ Praha, 7x mistr (1965, 1966, 1969–1972, 1974), 7x vicemistr (1963, 1964, 1967, 1968, 1973, 1976, 1977), 2x 3. místo (1975, 1978)
- 1978–1982 VŠDS Žilina
- V československé basketbalové lize celkem 15 sezón a 15 medailových umístění
  - 7x mistr Československa 1965, 1969 až 1972, 1974, 7x vicemistr: 1963, 1964, 1967, 1968, 1973, 2x 3. místo: 1975
  - 6x v nejlepší pětce sezóny "All stars" v letech 1966/67 až 1972/73
  - Ve střelecké tabulce 1. československé basketbalové ligy (od sezóny 1962/63 do 1992/93) je na 8. místě s počtem 7333 bodů.
- Pohár evropských mistrů
  - 1965/66: v semifinále AEK Athens (GRE) 103-73, ve finále prohra s Olimpia Miláno (ITA) 72-77[3]
  - 1966/67: v semifinále prohra s Olimpia Miláno (ITA) 97-103, o 3. místo výhra nad Olimpija Ljubljana (SLO) 88-83
  - 1969/70: v semifinále prohra s CSKA Moskva (RUS) 79-107, 75-113
  - 1970/71: v semifinále prohra s CSKA Moskva (RUS) 83-68, 67-94
  - 1971/72, 1972/73, 1974/75: účast ve čtvrtfinálové skupině
- Pohár vítězů pohárů
  - 1967/68: v semifinále Vorwärts Leipzig (GER) 58-57, 98-76, ve finále před 65 tisíci diváků prohra s AEK Athens (GRE) 82-89
  - 1968/69: v semifinále Olimpija Ljubljana (SLO), 83-76, 82-61, ve finále ve Vídni výhra nad BK Dinamo Tbilisi (GRU) 80-74

### Československo
- Za reprezentační družstvo Československa v letech 1964–1974 hrál celkem 217 zápasů, z toho na světových a evropských soutěžích 71 zápasů, v nichž zaznamenal 679 bodů
- Předolympijská kvalifikace – 1968 Sofia (50 bodů /5 zápasů), 4. místo • 1972 Holandsko (93 /9), 2. místo a postup na OH
- Olympijské hry – 1972 Mnichov (71 bodů /10 zápasů), 8. místo
- Mistrovství světa – 1970 Lublaň (43 bodů /8 zápasů), 6. místo • 1974 Portoriko (46 /7), 8. místo
- Mistrovství Evropy juniorů 1964 Neapol, Itálie (55 bodů /5 zápasů), 5. místo
- Mistrovství Evropy mužů – 1965 Moskva (8 /4), 7. místo • 1967 Finsko (113 /9), vicemistr Evropy, nejlepší hráč mistrovství (MVP) • 1969 Itálie (91 /6), 3. místo • 1971 Essen, Německo (108 /7), 5. místo • 1965 Španělsko (1 /1), 4. místo
  - Na pěti Mistrovství Evropy dvě medaile (stříbrná a bronzová) a celkem 321 bodů ve 27 zápasech

### Sportovní funkcionář
- 1990–1992 předseda Československé basketbalové federace
- 1994–1998 předseda České basketbalové federace
- 2005–2008 místopředseda Českého olympijského výboru pro ekonomiku a marketing